# Stefan Bereuter

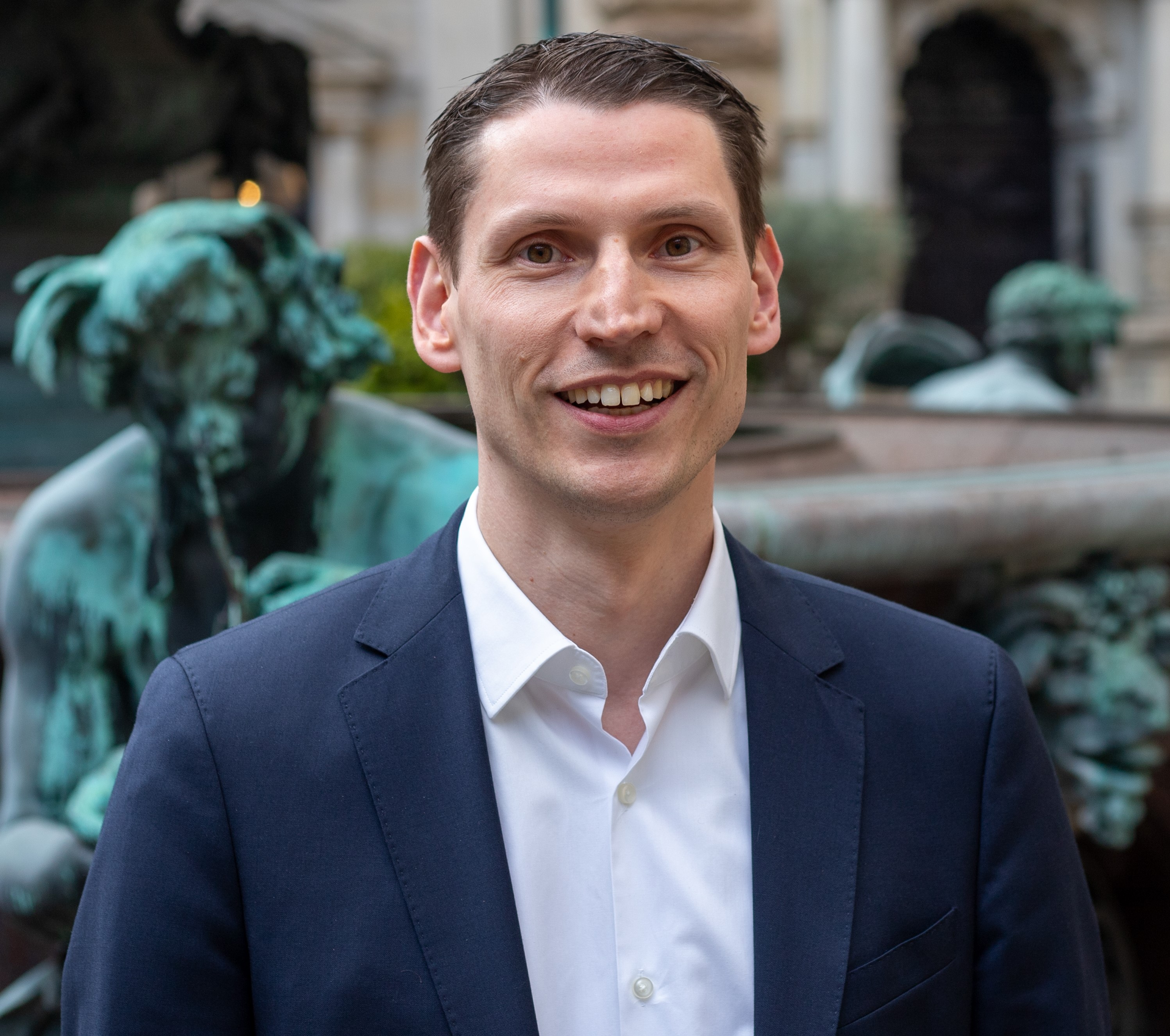
Stefan Bereuter (2025)

Stefan Bereuter (* 4. November 1985 in Staaken, Kreis Nauen) ist ein deutscher Politiker der Christlich Demokratischen Union (CDU) und seit 2025 Mitglied der Hamburgischen Bürgerschaft. Er ist Polizeibeamter und Gewerkschafter in der Deutschen Polizeigewerkschaft in Hamburg. Er setzt sich insbesondere für die Themen Innere Sicherheit und Polizeiarbeit ein.

## Leben und Ausbildung
Stefan Bereuter wurde 1985 in Staaken im Kreis Nauen geboren. Die ersten Jahre lebte er in Brieselang, 1989 erfolgte der Umzug nach Falkensee. Von 1992 bis 1998 besuchte er die Friedrich-Engels-Grundschule, ab 1998 das Lise-Meitner-Gymnasium in Falkensee, an dem er 2005 das Abitur ablegte. 2006 begann Bereuter eine Ausbildung im mittleren Polizeivollzugsdienst der Polizei Hamburg, die er 2008 erfolgreich beendete. Seitdem ist er als Polizeibeamter tätig und hat in verschiedenen Dienststellen der Polizei Hamburg gearbeitet. 2021 erfolgte die prüfungsgebundene Überleitung von Bereuter in den gehobenen Polizeivollzugsdienst. Heute lebt Bereuter in Hamburg-Poppenbüttel.

## Berufliche Karriere
Nach der Ausbildung war Bereuter in der Bereitschaftspolizei und an verschiedenen Polizeikommissariaten tätig. Bereuter hat in den Dienststellen vielseitige Erfahrungen gesammelt, unter anderem war er Praxisausbilder für Nachwuchskräfte, stellvertretender Innendienstleiter und Sachbearbeiter in einer Einsatzabteilung. Seit 2014 ist er im Personalrat der Polizei Hamburg aktiv. Er hat durch seine langjährige Tätigkeit im Polizeidienst tiefgehendes Wissen mit den Schwerpunkten Innere Sicherheit und polizeiliche Praxis erworben. Im Jahr 2021 erfolgte seine Überleitung in den gehobenen Polizeivollzugsdienst, was einen weiteren Karriereschritt in seiner beruflichen Laufbahn darstellt.

## Politische Karriere
Bereuter trat 2006 in die CDU ein und engagierte sich seitdem zunehmend politisch. Zunächst war er als Beisitzer im Ortsvorstand Alstertal der CDU Hamburg aktiv, wo er seine politischen Ideen und Visionen einbrachte. Seit 2024 ist er Vorsitzender des Landesfachausschusses Innere Sicherheit sowie des Arbeitskreises Polizei der CDU Hamburg.
Im März 2025 wurde Stefan Bereuter in die Hamburgische Bürgerschaft gewählt, wo er seine Arbeit als Abgeordneter fortsetzt. In der CDU-Bürgerschaftsfraktion Hamburg ist er als Fachsprecher für den öffentlichen Dienst und die Zusammenarbeit zwischen Hamburg und Schleswig-Holstein zuständig.

## Mitgliedschaften und Engagement
Stefan Bereuter ist seit 2006 Mitglied der Deutschen Polizeigewerkschaft Hamburg. Ab 2016 gehörte er als Geschäftsführer dem Vorstand der Jungen Polizei an. Im Januar 2020 wurde er durch seine Wahl zum Landesjugendleiter ihr Vorsitzender. 2022 trat er von seinem Amt zurück und wurde als Beisitzer der Region Eimsbüttel Mitglied im Landeshauptvorstand der Deutschen Polizeigewerkschaft Hamburg.
Bereuter setzt sich für die Belange der Polizei und insbesondere ihrer Mitglieder auf politischer Ebene ein. Als Schwerpunkte sind die amtsangemessene Alimentation, die deutlichen Erhöhungen von Zulagen und Verbesserungen der Ausstattung zu nennen. Darüber hinaus engagiert er sich aktiv in verschiedenen gesellschaftlichen und politischen Bereichen, wobei der Fokus auf Themen wie Innere Sicherheit, Polizeireform und den Ausbau von Sicherheitsstrukturen in Hamburg liegt.